# Шенбриц
Шенбриц (словен. Šenbric) је насељено место у општини Велење, Савињска регија, Словенија.

## Историја
До територијалне реорганизације у Словенији био је у саставу старе општине Велење.

## Становништво
У попису становништва из 2011. године, Шенбриц је имао 158 становника.
| Број становника према пописима | Број становника према пописима | Број становника према пописима |
| ------------------------------ | ------------------------------ | ------------------------------ |
| 1991                           | 2002                           | 2011                           |
| 132                            | 134                            | 158                            |

Напомена: Године 1982. настала спајањем засебних делова из насеља Храстовец и Шмартинске Цирковце.